# Vlasatice
Vlasatice (en allemand : Wostitz) est une commune du district de Brno-Campagne, dans la région de Moravie-du-Sud, en République tchèque. Sa population s'élevait à 871 habitants en 2020.

## Géographie
Vlasatice se trouve à 7 km au sud-ouest de Pohořelice, à 31 km au nord-ouest de Brno et à 196 km au sud-est de Prague.
La commune est limitée par Pohořelice au nord et à l'est, par Pasohlávky au sud-est, par Drnholec au sud, par Troskotovice au sud-ouest, par Trnové Pole à l'ouest et par Branišovice au nord-ouest.

## Histoire
La première mention écrite du village remonte à 1276.